# Autouillet
Autouillet ist eine französische Gemeinde mit 655 Einwohnern (Stand: 1. Januar 2022) im Département Yvelines in der Region Île-de-France. Sie gehört zum Arrondissement Rambouillet und zum Kanton Aubergenville (bis 2015: Kanton Montfort-l’Amaury). Die Einwohner werden Autouilletois genannt.

## Geographie
Autouillet liegt 24 Kilometer nördlich von Rambouillet. Die Nachbargemeinden von Autouillet sind Thoiry im Norden, Marcq im Nordosten, Auteuil im Osten, Boissy-sans-Avoir im Süden, Garancières im Südwesten sowie Villiers-le-Mahieu im Westen.

## Bevölkerungsentwicklung
| Jahr      | 1793 | 1821 | 1841 | 1861 | 1881 | 1901 | 1921 | 1946 | 1962 | 1968 | 1975 | 1982 | 1990 | 1999 | 2006 | 2013 |
| Einwohner | 272  | 274  | 247  | 220  | 231  | 228  | 176  | 183  | 160  | 149  | 189  | 270  | 251  | 348  | 453  | 473  |

Ab 1962 nur Einwohner mit Erstwohnsitz

## Sehenswürdigkeiten
Siehe auch: Liste der Monuments historiques in Autouillet
- Kirche Notre-Dame-de-l'Assomption aus dem 12. Jahrhundert

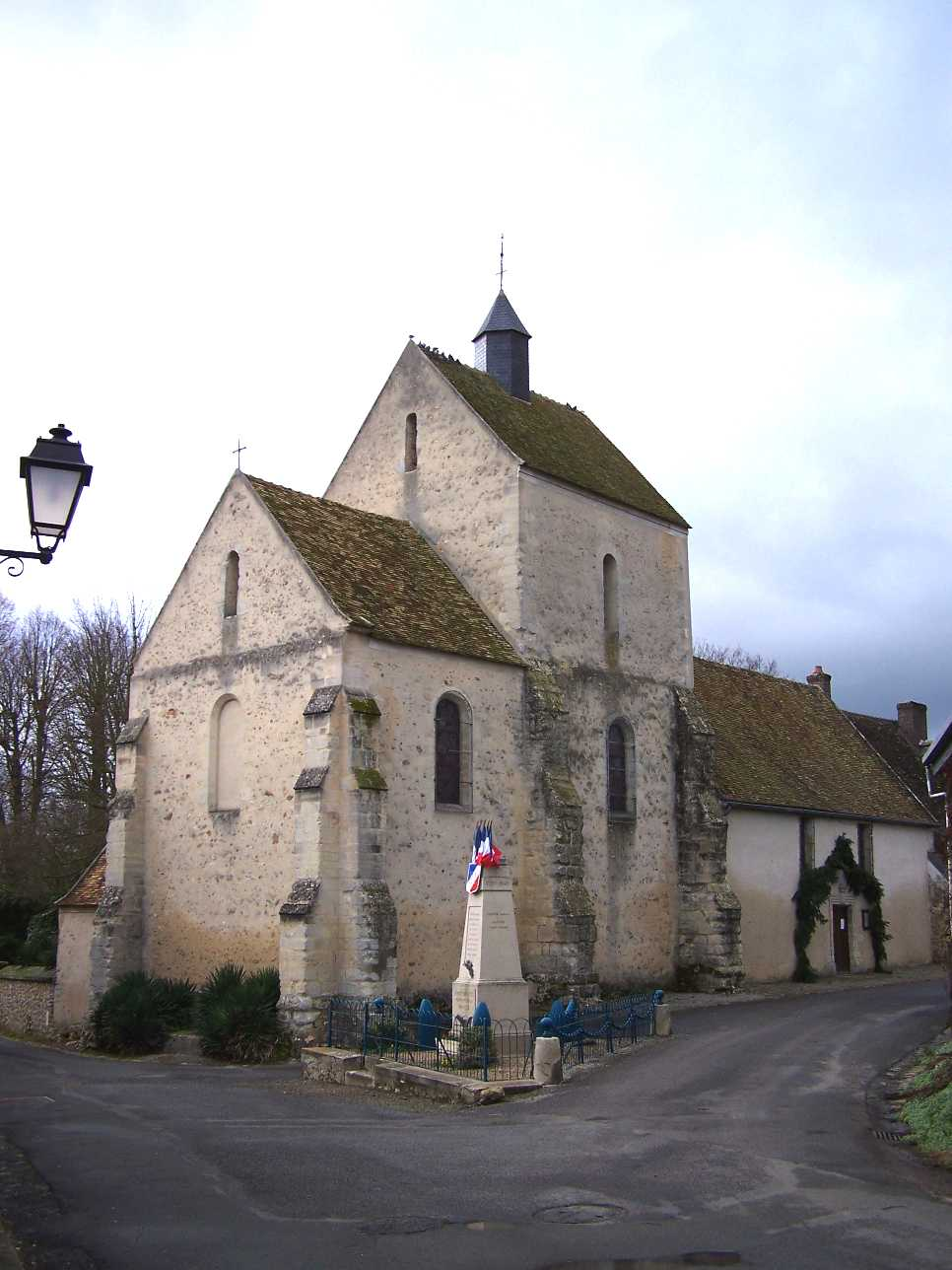
Kirche Notre-Dame-de-l'Assomption

- Schloss aus dem 19. Jahrhundert

## Persönlichkeiten
- Louis Ordonneau (1770–1855), General
- Laurent Schwartz (1915–2002), Mathematiker